# Vaszilij Oszipovics Kljucsevszkij
Vaszilij Oszpovics Kljucsevszkij (orosz nyelven: Василий Осипович Ключевский, (Oroszország, Voszkreszenovka, 1841. január 28. – Oroszország, Penzai kormányzóság, 1911. május 25.) orosz történész.

## Életpályája
Vaszilij Oszpovics Kljucsevszkij falusi lelkész  családból származott, szülei őt is papi  pályára szánták. 1861-ben azonban otthagyva a papi szemináriumot Moszkvába  ment, és beiratkozott a Moszkvai Egyetem Bölcsészettudományi Karára, amelyet  1865-ben  végzett  el. Ezt követően  ugyanitt az orosz történelem tanszéken  lett „gyakornok", majd 1871-től a moszkvai Hittudományi Akadémiára ment tanítani. Később több felsőoktatási intézményben is oktatott, majd 1879-ben elfoglalta mestere, Szergej Mihajlovics Szolovjov helyét mint a Moszkvai Egyetem Orosz Történelem Tanszékének új professzora.
Első fontos kiadványai közé tartozott a Szoloveckij-kolostor gazdasági tevékenységéről szóló cikk (1867) és egy értekezés a középkori orosz hagiográfiáról (1871).

## Munkássága
Kljucsevszkij volt az az első orosz történész volt, aki a figyelmet a politikai és társadalmi kérdésektől a földrajzi és gazdasági erőkre irányította. Különösen érdekelte a szibériai és a távol-keleti orosz békés kolonizációs folyamat. 1882-ben közzétette a Bojár duma a régi Oroszországban című tanulmányát, a cím mögött valójában a 10–18. századi orosz történelem rajza húzódik. 
1889-ben Kljucsevszkijt az Orosz Tudományos Akadémia tagjává választották. Bár előadásai rendkívül népszerűek voltak a Moszkvai Egyetem hallgatói körében, csak néhány művét publikálták, például egy maroknyi „reprezentatív ember” életrajzát, köztük Andrej Kurbszkij, Afanaszij Orgyin-Nascsokin, Fjodor Rtyiscsev, Vaszilij Galicin és Nyikolaj Novikov.
Életének utolsó évtizedét előadások nyomtatott változatának elkészítésével töltötte.

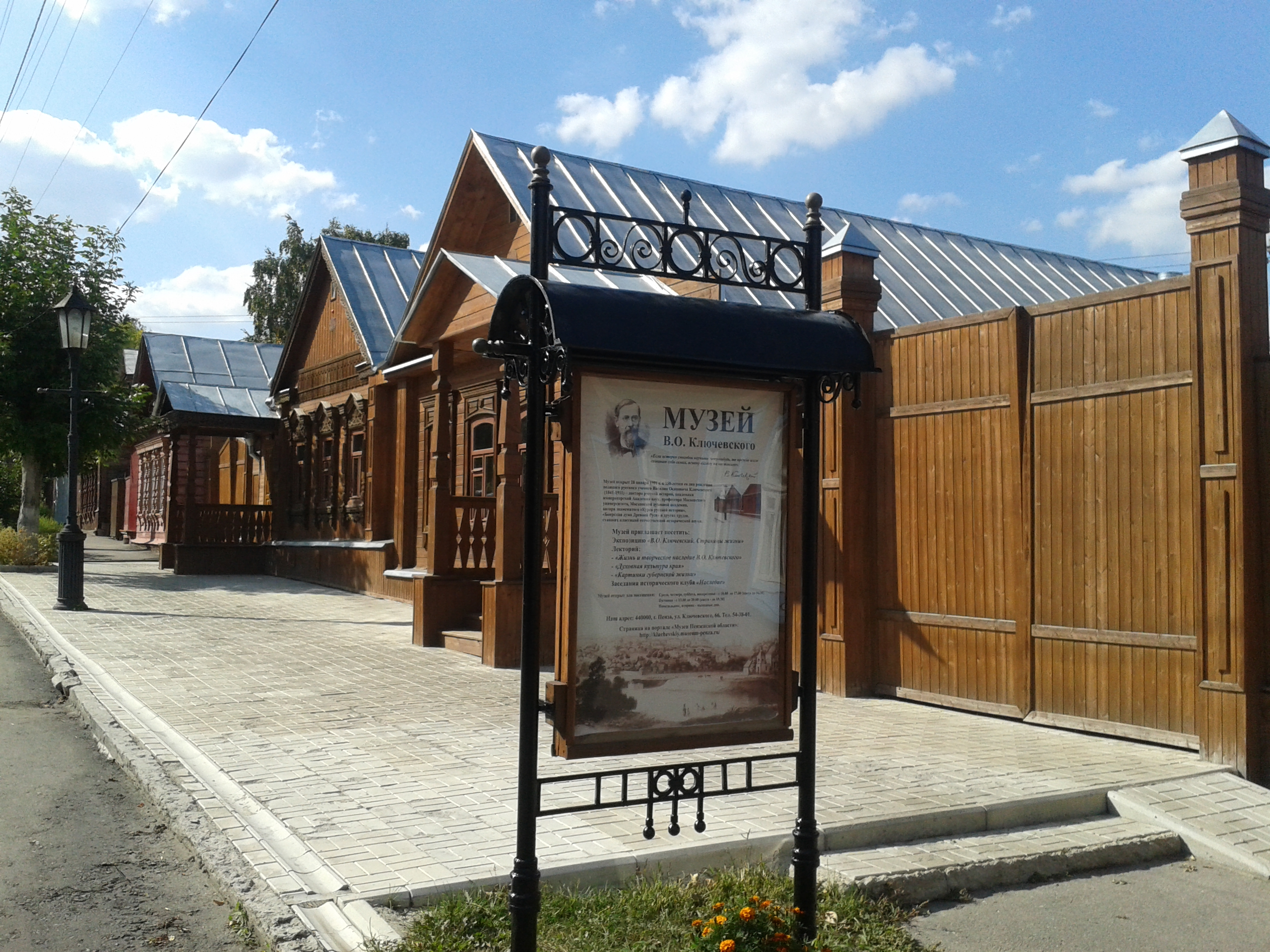
A ház Penzában, ahol gyermek- és ifjúkorát töltötte. Ma Kljucsevszkij Múzeum

## Magyarul
- Az orosz történelem terminológiája; ford. Kis János; Russica Pannonicana, Bp., 2009 (Ruszisztikai könyvek)